# Черненко Ганна Михайлівна
Га́нна Миха́йлівна Черне́нко  — українська журналістка, редакторка. Кавалерка ордена «За заслуги» III ступеня (2022).

## Життєпис
Закінчила Луганський національний університет імені Тараса Шевченка (магістр). Працювала редакторкою на ТРК «ЛОТ» (2007—2009, м. Луганськ), кореспонденткою і редакторкою Служби новин «Вісті» (2009—2021, м. Харків), від 2014 — кореспондентка «24 Каналу».

## Громадська діяльність
Член журі творчого конкурсу НСЖУ «Інформаційна передова-2022» в номінації «Краща журналістська робота».

## Нагороди
- орден «За заслуги» III ступеня (6 червня 2022) — за вагомий особистий внесок у розвиток вітчизняної журналістики та інформаційної сфери, мужність і самовідданість, виявлені під час висвітлення подій повномасштабного вторгнення Російської Федерації на територію України, багаторічну сумлінну працю та високу професійну майстерність[2].